# Joel Hailey
Joel 'JoJo' Hailey (* 10. Juni 1971 in Charlotte, North Carolina) gehört zu den erfolgreichsten US-amerikanischer R&B-Künstlern der 1990er Jahre.
Zusammen mit seinem Bruder Cedric und dem Brüderpaar Dalvin und Donald DeGrate gründete er die Band Jodeci (aus den Spitznamen JoJo und K-Ci der Haileys und dem „De“ der DeGrates). In der ersten Hälfte der 90er waren sie ständige Vertreter an der Spitze der R&B-Charts und auch in den Pop-Charts sehr erfolgreich (4 Goldene Schallplatten, 3 Platin-Alben). Ihren größten Hit hatten sie 1993 mit dem von Stevie Wonder geschriebenen „Lately“.
1996 gingen die Hailey-Brüder dann als K-Ci & JoJo eigene Wege. Zusammen mit 2Pac nahmen sie die Single „How Do U Want It“ auf. Das Lied wurde zu einem Nummer-1-Hit und zweifachen Millionenseller, was aber auch an der betrüblichen Tatsache lag, dass 2Pac einige Wochen nach Veröffentlichung bei einer Schießerei ums Leben kam.
Ihren eigenen, größten Hit hatten sie 1998 mit „All My Life“, das nicht nur die Billboard-Charts anführte, sondern auch europaweit in die Top 10 einstieg, u. a. erreichten sie Nummer 5 in Deutschland.
Nach 3 Platin-Alben als Duo ist es nach einem Konzert-Skandal 2000 in den letzten Jahren ruhiger geworden um JoJo und seinen Bruder. Ab und zu haben sie Gastauftritte bei Singles anderer Künstler, JoJo wird außerdem mit dem Film in Verbindung gebracht. Auch das Gerücht um eine Wiedervereinigung von Jodeci hält sich hartnäckig.
Hailey kämpft seit Jahren gegen eine schwere Alkoholabhängigkeit. Er besuchte mehrfach eine Entziehungskur.